# Agdistis varii
Agdistis varii is een vlinder uit de familie vedermotten (Pterophoridae). De wetenschappelijke naam van deze soort is voor het eerst geldig gepubliceerd in 2009 door Vasily N. Kovtunovich & Petr Ya. Ustjuzhanin.
De soort komt voor in het Afrotropisch gebied.

## Type
- holotype: "male. 4-5.V.1970. leg. Vari & Potgieter. genitalia preparation no. 15816"
- instituut: TMSA, Pretoria (Zuid-Afrika)
- typelocatie: "South Africa, Punda Milia (=Punda Maria), K.N.P. Survey"